# March 16-20, 1992
March 16–20, 1992 treći je studijski album američkog alt-country sastava Uncle Tupelo, objavljen 3. kolovoza 1992. Naslov se odnosi na petodnevno razdoblje u kojem je album snimljen. Gotovo u cijelosti akustičan, uključuje originalne pjesme i obrade tradicionalnih folk pjesama, a producirao ga je gitarist R.E.M.-a Peter Buck.
Zajedno s ostatkom kataloga Uncle Tupela, i ovaj je album ponovno objavljen 2003.

## Pozadina
Gitarist R.E.M.-a Peter Buck 1990. je prisustvovao koncertu Uncle Tupela u 40 Watt Clubu u svojem rodnom Athensu u Georgiji. Buck je bio posebno impresioniran izvedbom "Great Atomic Power" Louvin Brothersa te nakon koncerta kontaktirao sastav. Pjevači Jay Farrar i Jeff Tweedy s Buckom su razmijenili svoje interese za bluegrass glazbu i dogovorili suradnju na akustičnom projektu.
Dvije godine kasnije, alternativni rock sastava kao što je Nirvana probio se u mainstream. Farrar je bio iritiran pritiskom glazbene industrije da prilagode zvuk novom trendu:
"Ovo bi nas trebalo izolirati od industrijskog sranja, ljudi koji traže novu Nirvanu. Mislim da nitko nije nova Nirvana, pogotovo ne mi. Ljudi uvijek govore o novim Beatlesima, novom Elvisu. Takve stvari ne možete predvidjeti."
Nezadovoljstvo Uncle Tupela s njihovom izdavačkom etiketom Rockville Recordsom dodatno je podgrijano kad je kuća odbila isplatiti sastavu tantijeme od prodaje njihova prva dva albuma. Takva situacija sastavu je dala odriješene ruke po pitanju novog albuma. U snažnom kontrastu s popularnim glazbenim stilovima tog vremena, Uncle Tupelo je odlučio snimiti album folk pjesama.

## Snimanje
Prije nego što je sastav počeo snimati, bubnjar Mike Heidorn najavio je kako se namjerava povući iz sastava zbog osobnih razloga. Međutim, Heidorn je htio raditi s Peterom Buckom pa je pristao odgoditi odlazak do završetka snimanja March 16–20, 1992.
Sastav je tijekom snimanja boravio u Buckovoj kući u Athensu. Buck je ponudio besplatno ugošćivanje sastava, pa je 13.500 dolara budžeta koji je odobrio Rockville moglo biti potrošeno na troškove studija za snimanje i usluga inženjera zvuka Davida Barbea i Johna Keanea. Buck je potaknuo sastav da svake večeri aranžiraju određeni dio materijala kako bi sastav održao formu. Snimanju je doprinio i gitarist Brian Henneman te naučio svirati mandolinu — istu onu koju je Buck koristio u R.E.M.-ovu hitu "Losing My Religion" — te bouzouki. Za naslov albuma iskorišteno je petodnevno razdoblje koje je sastav proveo u studiju snimajući album.
Sadržaj albuma odražavao je folk teme nasuprot novom Tweedyjevu i Farrarovu materijalu. Nekoliko pjesama ima kršćanske teme, ali su one uvrštene na album kako bi odražavale "ludost i strah koji tjeraju ljude da požele takvo iskupljenje". Stihovi Jeffa Tweedyja bili su pod snažnim utjecajem albuma Nicka Drakea iz 1972. Pink Moon. Farrarova "Criminals" parafrazira govor Georgea H. W. Busha iz predizborne kampanje, a glazbeni novinar Greg Kot smatra je jednom od "najsrditijih pjesama" sastava. Farrarova obrada "Come All You Coal Miners" Sarah Ogan (naslov je skraćen na "Coalminers", a pjesma je na albumu navedena kao "tradicionalna") lamentirala je o teškim radnim uvjetima u rudarskoj industriji, ali je naišla na neodobravanje nekih povezanih glazbenika; prema pjevaču Nicku Sakesu iz Dazzling Killmena:
"Često smo mogli oponašati Jayevo pjevanje i umetati naše vlastite riječi: 'It gets real hot working down at my mom's bookstore.' Bilo je malo previše slušati ove pjesme o rudarima koje dolaze od običnih tipova koji su radili u glazbenim trgovinama, kupovali albume SST-a i išli na koncerte Black Flaga."
Tri pjesme, gospel broj "Warfare", himna "Satan, Your Kingdom Must Come Down" i balada "I Wish My Baby Was Born" preuzete su s High Atmosphere, kompilacije pjesama koju je snimio John Cohen. Zajedno s "Coalminers", balada o ubojstvu "Lilli Schull" prethodno je objavljena na Oh My Little Darling, kompilaciji jugoistočnih folk pjesama objavljenih u izdanju New World Recordsa.

## Objavljivanje i prijem
March 16–20, 1992 prodan je u više primjeraka nego prva dva albuma, No Depression i Still Feel Gone, zajedno. Uncle Tupelo je u promociji albuma počeo turneju po manjim klubovima. Međutim, sastav je oklijevao izvoditi materijal s najnovijeg albuma jer su na mnogim nastupima privlačili punk rock publiku; Tweedy je smatrao kako "bi bilo samoubojstvo" ako Uncle Tupelo bude izvodio akustične pjesme.
Album je polučio uglavnom pozitivne recenzije. Jason Ankeny s Allmusica nazvao ga je "briljantnim uskrsnućem zastarjele ere američke folk umjetnosti". Bill Wyman iz Entertainment Weeklyja primijetio je kako je to "dirljivi i iskreni proglas New Depression".
March je ponovno objavljen 2003. u izdanju Legacy Recordsa. Reizdanje je sadržavalo pet dodatnih pjesama: akustične demosnimke "Grindstone" i "I Wanna Be Your Dog" The Stoogesa, koncertnu verziju "The Moonshiner", prethodno neobjavljenu "Take My Word"  i obradu tematske pjesme iz serije The Waltons. Recenzije reizdanja bile su većinom pozitivne. Recenzent Pitchfork Media William Bowers nazvao je March "daleko" najboljim albumom Uncle Tupela, tvrdeći: "Akustična gitara rijetko je zvučala bolje nego što zvuči ovdje." No, Bowers je i kritizirao dodatak bonus pjesama.

## Popis pjesama
| Br. | Skladba                              | Autor                                  | Trajanje |
| --- | ------------------------------------ | -------------------------------------- | -------- |
| 1.  | »Grindstone«                         | Farrar                                 | 3:16     |
| 2.  | »Coalminers«                         | Tradicionalna                          | 2:33     |
| 3.  | »Wait Up«                            | Tweedy                                 | 2:09     |
| 4.  | »Criminals«                          | Farrar                                 | 2:20     |
| 5.  | »Shaky Ground«                       | Farrar                                 | 2:49     |
| 6.  | »Satan, Your Kingdom Must Come Down« | Tradicionalna                          | 1:53     |
| 7.  | »Black Eye«                          | Tweedy                                 | 2:19     |
| 8.  | »Moonshiner«                         | Tradicionalna                          | 4:23     |
| 9.  | »I Wish My Baby Was Born«            | Tradicionalna                          | 1:39     |
| 10. | »Atomic Power«                       | Ira Louvin, Charlie Louvin, Buddy Bain | 1:51     |
| 11. | »Lilli Schull«                       | Tradicionalna                          | 5:15     |
| 12. | »Warfare«                            | Tradicionalna                          | 3:43     |
| 13. | »Fatal Wound«                        | Tweedy                                 | 4:09     |
| 14. | »Sandusky«                           | Farrar, Tweedy                         | 3:43     |
| 15. | »Wipe The Clock«                     | Farrar                                 | 2:36     |

| 16. | »Take My Word«                                                      | Farrar, Tweedy, Heidorn                              | 2:03 |
| 17. | »Grindstone (1991 Acoustic Demo)« (prethodno neobjavljena)          | Farrar                                               | 3:55 |
| 18. | »Atomic Power (1991 Acoustic Demo)« (prethodno neobjavljena)        | Louvin, Louvin, Bain                                 | 1:35 |
| 19. | »I Wanna Be Your Dog (1991 Acoustic Demo)« (prethodno neobjavljena) | Iggy Pop, Dave Alexander, Ron Asheton, Scott Asheton | 3:50 |
| 20. | »Moonshiner (Live 1/24/93)«                                         | Farrar, Tweedy                                       | 5:05 |
| 21. | »The Walton's (Theme)« (skrivena pjesma; prethodno neobjavljena)    | Jerry Goldsmith                                      | 1:13 |

## Zasluge
Uncle Tupelo
- Jay Farrar – bas-gitara, gitara, 12-žičana gitara, usna harmonika, vokali
- Jeff Tweedy – bas-gitara, gitara, 12-žičana gitara gitara, vokali
- Mike Heidorn – bubnjevi, cimbale, tamburin

Dodatno osoblje
- Brian Henneman – bendžo, bouzouki, gitara, mandolina, slide gitara
- John Keane – bendžo, bas-gitara, gitara, pedal steel gitara, steel gitara, inženjer zvuka, miksanje
- Peter Buck – producent, feedback
- David Barbe – bas-gitara, inženjer zvuka
- Andy Carlson – violina
- Brian Holmes, Billy Holmes – harmonika